# سحب الثقة عن باك غن هي

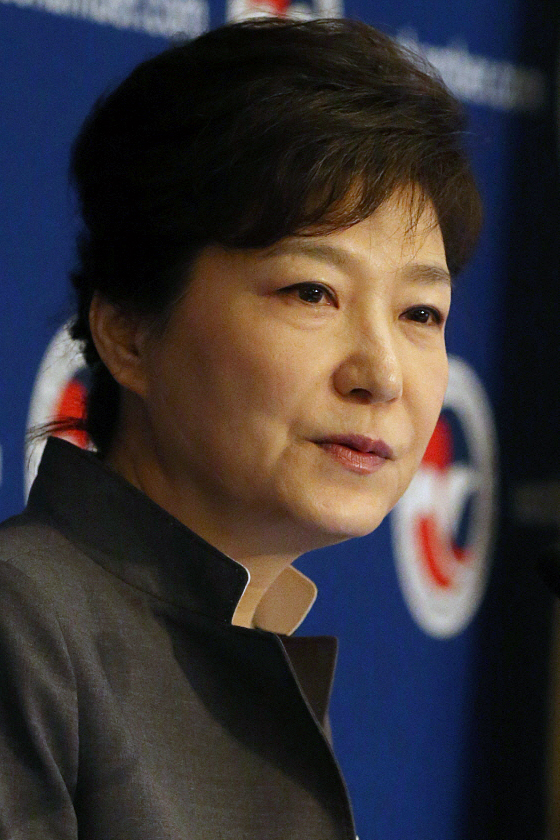
الرئيسة بارك غُن هيه

سحب الثقة عن رئيسة كوريا الجنوبية باك غن هي هي اجراءات سياسية في كوريا الجنوبية تمت على خلفية تورطها في فضيحة فساد سياسي أدى الكشف عنها إلى مظاهرات شعبية ضخمة في البلاد. وفي 9 ديسمبر 2016، صوت المجلس النيابي في كوريا الجنوبية لصالح مشروع قانون لسحب الثقة عنها. انتقلت السلطة إلى رئيس الوزراء هوانج كيو آن، الذي يظل قائمًا بأعمال رئاسة الدولة لمدة أقصاها 180 يومًا تقرر خلالها المحكمة الدستورية الكورية مشروعية القانون الذي صادق عليه البرلمان. وأيدت المحكمة الدستورية عزلها في 10 مارس 2017 باجماع قضاتها الثمانية.

## الخلفية

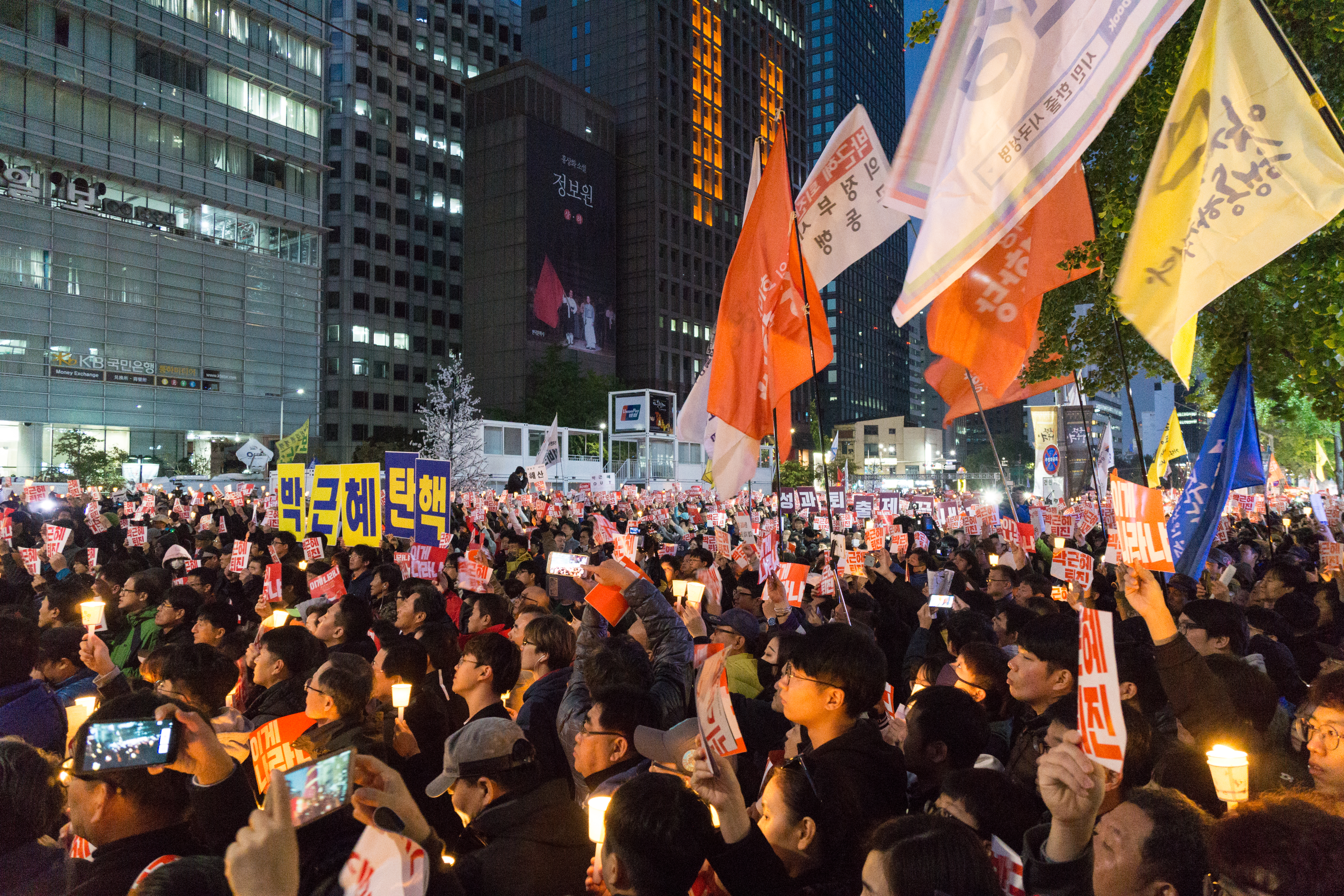
مظاهرات ضد باك غن هي في سيول في 29 أكتوبر 2016.

في 2016 كُشف عن أن إحدى معاونات الرئيسة بارك جون هي، تشوي سون-سل، قد استغلت نفوذها من أجل طلب التمويل لاثنين من المؤسسات التي تتحكم بها وذلك من عدد من مجموعات الشركات الكورية الجنوبية المعروفة باسم تشيبول. اعتقلت الشرطة تشوي واعتذرت الرئيسة ثلاث مرات منذ أكتوبر 2016، إلا أن الاحتجاجات الضخمة ضدها لم تتوقف. استمرت الاحتجاجات ستة أسابيع وانخفضت نسبة التأييد الشعبي للرئيسة بارك إلى 4%، ووفقًا لمجلة تايم، أشار استطلاع للرأي أن 78% من المستطلعة آرائهم يؤدون توجيه الاتهام للرئيسة.
أخر الرؤساء الكوريين الذي واجه سحب الثقة كان الرئيس الأسبق روه مو-هيون في 2004، والذي ابطلت المحكمة الدستورية مشروع قانون عزله من البرلمان.

## قانون سحب الثقة
حصل مشروع قانون سحب الثقة على موافقة 234 نائبًا ورفضه 56. وكان نواب المعارضة والمستقلين البالغ عددهم 171 نائبًا قد هددوا باستقالة جماعية في حالة عدم إقرار القانون، وأمكن تمرير القانون بعد موافقة مجموعة من نواب الحزب الحاكم.

## ردود الفعل

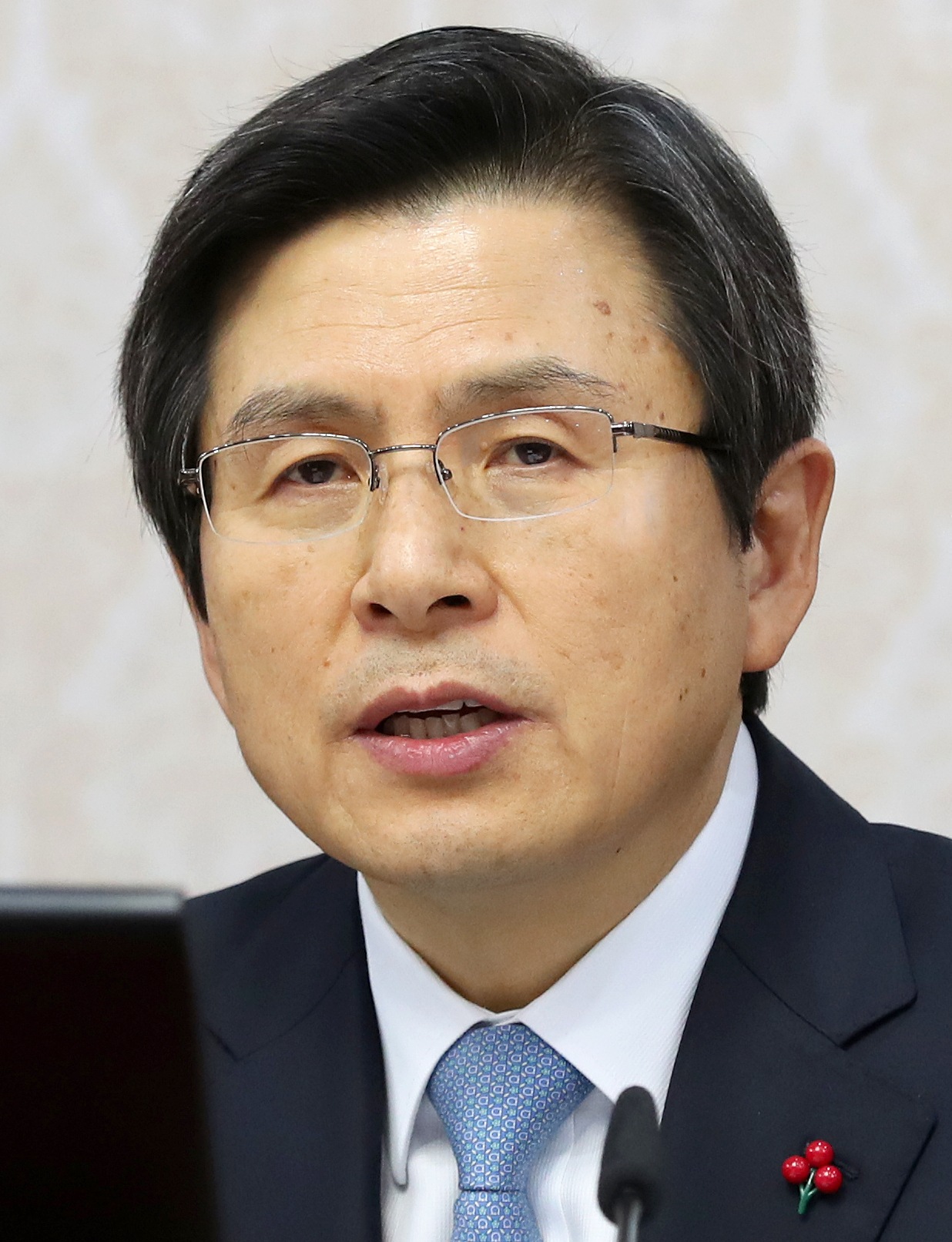
رئيس الوزراء هوانج كيو آن أصبح القائم بأعمال الرئيس بعد عزل باك غن هي

وجهت باك غن هي خطابًا متلفزًا إلى الشعب بعد قرار البرلمان، قالت فيه:
استقبل المتظاهرون المطالبون بسحب الثقة عن الرئيسة بارك الموافقة على قانون سحب الثقة عنها بسرور بالغ، وقدر منظمو المسيرات مشاركة 800 ألف شخص في مسيرات احتفالية في سيئول يوم 10 أكتوبر.